# Sibelle Hu
Sibelle Hu, de son vrai nom Hu Huizhong (胡慧中, née le 4 mai 1958), est une actrice et chanteuse taïwanaise connu pour ses rôles dans des comédies hongkongaises dans les années 1980.

## Biographie
Diplômée d'histoire de l'université nationale de Taïwan en 1981, elle commence sa carrière dans des films d'amour. Elle est alors considérée comme la successeure de Brigitte Lin. Son premier film, Your Smiling Face, devient le plus gros succès taïwanais à Hong Kong. Sa carrière s'est concentrée sur les films mélodramatiques romantiques, notamment I sing I cry, The Coldest Winter in Peking (pour lequel elle est nommée au Golden Horse Film Award de la meilleure actrice en 1981), et A Flower in the Storm. En 1985, elle joue avec Jackie Chan et Sammo Hung dans Le Flic de Hong Kong puis apparaît dans la plupart des films de la série des Lucky Stars. En 1986, elle commence à jouer dans des films policier d'action. En 1988, elle tient le premier rôle dans la série de films The Inspector Wears Skirts (en). Elle est gravement brûlée lors d'une explosion sur du tournage de Devil Hunters, mais récupère finalement.
Hu prend sa retraite d'actrice à la fin des années 1990 et épouse Patrick Ho (en), un homme d'affaires hongkongais. Depuis lors, elle est vue avec son mari à diverses réceptions sociales. En 2000, elle donne naissance à son premier enfant, Audrey Ho Ka-chun. En 2002, elle est créditée comme scénariste du film Life Show.

## Filmographie
- Your Smiling Face (歡顏) (1979)
- All's Well That Does Well (尋夢的孩子) (1979)
- Night News (1980)
- I Sing I Cry (我歌我泣) (1980)
- Flying Rainbow (1980)
- Love in a Big Land (1980)
- To You With Love (1980)
- Offend the Law of God (1980)
- The Coldest Winter in Peking (1981)
- Kung Hei Fat Choy (瘋狂大發財) (1981)
- The Unsinkable Miss Calabash (1981)
- The Juvenizer (1981)
- Ma! Don't Die on My Back (1981)
- The Call of Duty (1981)
- The King of Gambler (1981)
- Chuan Qi Ren Wu (1981)
- Wei Ni Pao Tian Xia (1981)
- Helpless Taste (1982)
- Chao Ji Yong Shi (1982)
- Funny People (1982)
- Jie Yan Chuan (1982)
- Mao Pao De Xiao Niu (1982)
- A Flower in the Storm (1982)
- Four Wolves (1983)
- The Lost Generation (1983)
- I Love Lolanto (1984)
- The Little Cute Fellow (1984)
- Love Bittersweet (1984)
- The Master Strikes Back (1985)
- Le Flic de Hong Kong (福星高照) 1985
- Le Flic de Hong Kong 2 (夏日福星) 1985
- Inspector Chocolate (神探朱古力) 1986
- The Seventh Curse 1986
- Crazy Spirit (養鬼仔) 1987
- The Inspector Wears Skirts (en) (霸王花) 1988
- Devil Hunters (獵魔群英) 1989
- The Inspector Wears Skirts 2 (神勇飛虎霸王花) 1989
- The Yuppie Fantasia 1989
- Pi Li Jing Hua [Emergency Police Lady] (霹靂警花) 1989
- Raid on Royal Casino Marine (The Inspector Wears Skirts 3) (霸王花之皇家賭船) 1990
- Sleazy Dizzy (小偷阿星) 1990
- Magic Amethyst (魔幻紫水晶) 1990
- Fire Phoenix (橫衝直撞火鳳凰) 1990
- The Dragon Fighter (地頭龍) 1990
- To Spy with Love!! (小心間諜) 1990
- Ghost of the Fox (狐道) 1990
- Dreaming the Reality (夢醒血未停) 1991
- Drugs Area (毒網) 1991
- Lethal Panther (驚天龍虎豹) 1991
- Bury Me High (衛斯理之霸王卸甲) 1991
- The Roar of the Vietnamese (越青) 1991
- The Queen of Gamble (表姐,妳玩野!) 1991
- Crystal Hunt (怒火威龍) 1991
- Who Cares (關人鬼事) 1991
- Fatal Mission (曝光人物) 1991)
- The Holy Virgin Versus the Evil Dead 1991
- Fighting Fist or Death Warrant (霸道縱構) 1992
- The Mighty Gambler (勝者為王) 1992
- Ghost Punting (五福星撞鬼) 1992
- Lethal Contact (龍貓燒鬚) 1992
- The Big Deal (偷神家族) 1992
- Special Group 1992
- China Heat (中華警花) 1992
- Combat at Heaven Gate (決戰天門) 1993
- Angel's Project (天使狂龍) 1993
- Angel Terminators 2 (火種) 1993
- The Way of the Lady Boxers (拉開鐵幕) 1993
- Fong Sai Yuk (方世玉) 1993
- Rendez-vous of Japanese Kanto (關東太陽會) 1993
- Chongqing Negotiation 1994
- Love Story or Butterfly Lovers (梁山伯与祝英台新传) 1994
- Tai Chi 2 (The Tai Chi Boxer) (太極拳) 1996
- The Rising Sun and a Sudden Clap of Thunder 1997
- Bodyguards Cryptic Crystal (Blu Crystal) (保镖之情人保镖) série TV de 20 épisodes
- Never Too Late 2017
- A Beautiful Moment 2018

## Discographie
Olive Tree (橄榄树) (1995)
1. 橄榄树 [Olive Tree]
2. 空白 - 胡慧中/刘家昌  [Blank Space]
3. 路有多长,思念就有多长   [How Long the Thoughts of the Journey]
4. 男的朋友,女的朋友  [Boyfriends Girlfriends]
5. 人世游 [A Journey of Life]
6. 为爱守候  [Waiting for Love]
7. 我不要一个假的情人 [I Don't Want a False Lover]
8. 我的心情就像风  [I Feel Like the Wind]
9. 星期天不敢想你 [I Dare Not Think of You on Sunday]
10. 雁南飞 [Wild Goose Flies to South]
11. 再见 [Goodbye]
12. 找个理由  [To Find a Reason]

Looking Back (回眸) (1993)
1. 空白 - 胡慧中/刘家昌
2. 男的朋友,女的朋友
3. 人世游
4. 路有多长,思念就有多长
5. 我不要一个假的情人
6. 雁南飞
7. 星期天不敢想你
8. 我的心情就像风
9. 找个理由
10. 再见

Luggage in the City (城市行囊) (1991)
1. 城市行囊 [Luggage in the City]
2. 一生如果只爱一个 [Life When You Love]
3. 爱情装在口袋里 [Love in a Pocket]
4. 女主角 [Heroine]
5. 今夜谁送我回家 [Please Drive Me Home Tonight]
6. 双面夏娃 [Both Sides of Eve]
7. 一个人的晚宴  [A Dinner]
8. 亲爱的别为我伤心 [Dear, Do Not Be Sad for Me]
9. 当客人离开的时候 [When All the Guests Are Gone]
10. 橄榄树  [Olive Tree]

Singles et compilations
- 那个人 [That Guy] - single in the album The Superstar Compilation 1 - Winter Fire (巨星精选1-冬天里的一把火)
- 为爱守候 [Waiting for Love] - en duo avec Qian Cheng (程前)